# Regne de Sonda

Els regnes de Sonda i de Galuh abans d'unificar-se.

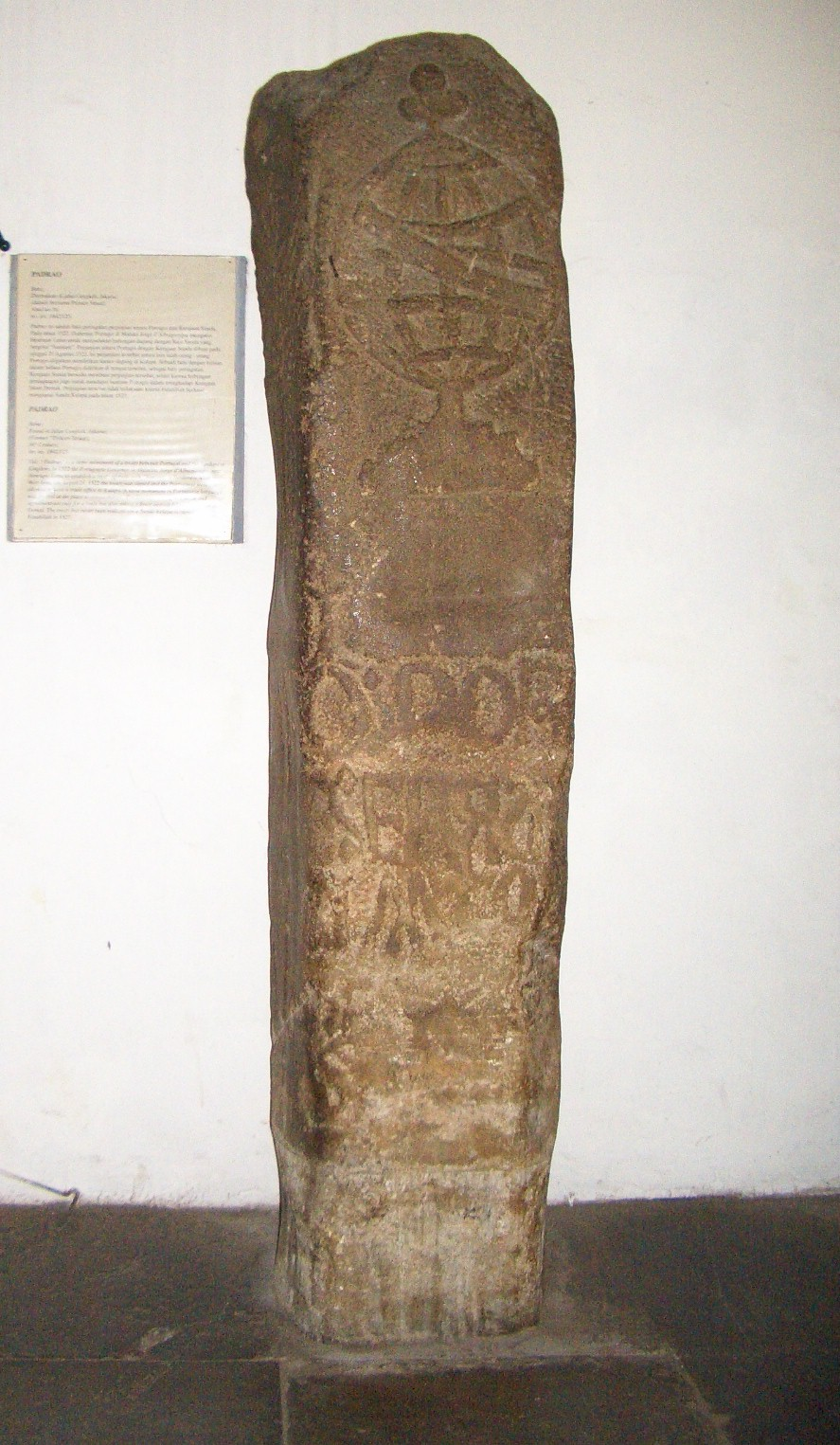
El pedró de Sunda Kalapa (1522), un monòlit que commemora el tractat luso-sondanès, Museu Nacional d'Indonèsia, Jakarta.

El regne de Sonda, segons els registres històrics del segle xvi, fou un antic regne situat a l'oest de l'illa de Java, en el territori de les actuals províncies indonèsies de Banten, Jakarta, Java Occidental i l'oest de Java Central, aproximadament entre els anys 669 i 1579. Segons el manuscrit del príncep Bujangga Manik (un monjo hindú sondanès que visità tots els llocs sagrats de l'hinduisme, a les illes de Java i Bali, a principis del segle xvi), conservat a la Biblioteca Boedlian de la Universitat d'Oxford (Anglaterra) des del 1627, la frontera oriental del regne de Sonda eren els rius Pamali (actualment, riu Brebes) i Serayu, a la província de Java Central. Això després de la unificació amb el regne de Galuh, situat a l'est de Sonda.

## El regne de Sonda i Europa
El regne de Sonda mantingué relacions estretes amb Europa. El 1522, va signar un tractat polític i econòmic amb el regne de Portugal. A canvi de l'assistència militar contra l'amenaça creixent de l'islam, el rei de Sonda Prabu Surawisesa, permetia als portuguesos l'accés lliure al comerç del pebre. Alguns portuguesos es van instal·lar al port de Sunda Kalapa.
El 1579, finalment, el regne de Sonda caigué sota el domini d'un estat islàmic, el soldanat de Bantam.